# Carlos Díaz Vélez
Carlos Segundo Díaz Vélez (Buenos Aires, 1864 - id. 19 de octubre de 1925) fue un estanciero, empresario, urbanista y filántropo argentino. 

## Nacimiento, familia y educación
Carlos Segundo Díaz Vélez nació en Buenos Aires, en 1864 y fue el hijo mayor de Eustoquio Díaz Vélez (hijo), acaudalado hacendado de la Provincia de Buenos Aires y nieto de Eustoquio Díaz Vélez, general patriota que se destacó en la emancipación del Virreinato del Río de la Plata de la corona de España. Tuvo un hermano menor, Eugenio Díaz Vélez. 
Carlos recibió una esmerada educación, acorde a los cánones de la aristocracia porteña, y su juventud transcurrió durante la Generación del Ochenta.
Primeramente estudió en el Colegio del Salvador, perteneciente a los padres de la Compañía de Jesús, que lo formaron en el catolicismo. 
El 24 de septiembre de 1892 contrajo matrimonio con Mathilde Juliana María Álvarez de Toledo Faix, quien fue la hija mayor de Federico Álvarez de Toledo Bedoya, estanciero de Saladillo y político y de Antoinette Faix Salesse, oriunda de Francia. El matrimonio tuvo dos hijas: Carmen Díaz Vélez y Matilde Díaz Vélez, nacidas en Buenos Aires el 10 de julio de 1893 y el 2 de julio de 1899.

## Obra

### En Necochea
En Necochea, donde la familia Díaz Vélez era propietaria de grandes extensiones de tierras desde 1836, Carlos Díaz Vélez continuó con la tarea de urbanismo de la Villa Díaz Vélez que había fundado su padre, años antes. La Villa Díaz Vélez fue creada con el claro propósito de constituirse como villa balnearia de aquella población, siendo uno de los primeros centros de turismo y de vacaciones construidos sobre la costa del Mar Argentino. Carlos logró, en 1911 la incorporación de la Villa Díaz Vélez al ejido urbano de Necochea cuando este pueblo fue declarado ciudad.
Amante de la naturaleza, combinó su rol de estanciero e ingeniero fijó las dunas adyacentes a la costa atántica. Para ello creó en su propiedad un vivero de árboles. Sembró miles de ellos consiguiendo tres objetivos: moderar el clima, al aminorar la velocidad al frío viento sur que se abate sobre la Villa Díaz Vélez; afirmar el terreno, al enraizar los médanos costeros y estética, adornando sus tierras.
Formó la Sociedad de Beneficencia protectora de los pobres de Necochea que construyó el Hospital de Caridad, primer nosocomio con que contó la localidad, [cita requerida]y al que le puso el nombre de “General Díaz Vélez” en agradecimiento a las tierras donadas por Carlos Díaz Vélez, nieto del prócer de la Independencia argentina. 
Asimismo, con el fin de que Necochea contara con un centro para las personas con discapacidad que se ocupara de su salud, educación y recreación, regaló el predio de tres hectáreas donde se edificó la "Colonia para niños débiles", en el año 1923 y que en la actualidad es el Hogar de Ancianos "Dr. Alejandro Raimondi", dependiente de la Ciudad Autónoma de Buenos Aires.
Carlos Díaz Vélez integró una comisión de fomento de Necochea que también contaba con la participación de destacados vecinos entre los que se encontraban: el ex intendente municipal Alfredo Butty, el senador Ramón Pieres (UCR), el intendente Baldomero Sagaste, el estanciero Alfredo Rasmussen, el ingeniero Ernesto Nogués, el sacerdote Antonio María Sastre y el fundador y director de Ecos Diarios, Antonio F. Ignacio.

### En Rauch, Buenos Aires y Ayacucho
En la última década del siglo XIX Carlos Díaz Vélez edificó, sobre los primitivos edificios, el casco familiar de la estancia Un Durazno, uno de los principales campos que formaba parte de la conocidísima estancia El Carmen de Díaz Vélez, ubicada en los partidos de Partido de Rauch y Ayacucho, en la llanura pampeana bonaerense.
La estancia Un Durazno, que en su apogeo contó con un centenar de trabajadores rurales permanentes y a la que dotó con los mejores avances del momento -luz eléctrica, telégrafo, baños y agua corriente- fue un activo centro que difundió el progreso de la agricultura y de la ganadería que se extendió a la población del pago.
Fallecido su padre, el 7 de junio de 1909, heredó parte de su considerable fortuna. Carlos se mudó con su familia de la casa paternal que se ubicaba en el Palacio Díaz Vélez, sito en la Avenida Montes de Oca 110, en el Barrio de Barracas, a su nueva propiedad, un bello petit hotel en la calle Paraguay 1535, en el Barrio Norte, obra del afamado ingeniero Carlos Agote.
Nuevamente se dedicó a embellecer su estancia Un Durazno, para lo cual convocó al arquitecto paisajista Carlos Thays, quien remodeló el parque de la hacienda, agregándole nuevas especies vegetales, caminos, fuentes y estatuas.
Al mismo tiempo construyó la capilla Santa Teresita del Niño Jesús, habilitada para la realización de todos los sacramentos de la fe católica y la escuela, donde se educaron en las primeras letras muchos niños del pago.[cita requerida]
Asimismo se ocupó de construir para su hija menor Matilde el casco de la estancia Las Ruinas, caracterizado por su sobriedad. Ayudó a la instalación del Banco de la Provincia de Buenos Aires y el Banco de la Nación Argentina, este último a instancias de su pariente Federico Álvarez de Toledo.
El 28 de marzo de 1920 fue nombrado vicepresidente de la comisión Pro Hospital de Rauch, creada por un decreto del Intendente Municipal, Justo J. Otaño. Las obras de construcción ocuparon cinco años. 
Carlos también fue designado por el departamento ejecutivo vocal de la Comisión Administradora del hospital.
La inauguración del Hospital General Eustoquio Díaz Vélez coincidió con la inesperada muerte de Carlos Díaz Vélez. El 19 de octubre de 1925 falleció repentinamente, en la vía pública de Buenos Aires y mientras realizaba sus actividades cotidianas, a consecuencia de un síncope cardíaco. Como el gobernador de la Provincia de Buenos Aires, doctor José Luis Cantilo y la esposa de Carlos, Matilde Álvarez de Toledo de Díaz Vélez, habían sido designados padrinos de la ceremonia de estreno del nosocomio, que se llevó a cabo el 8 de noviembre de 1925, a último momento el lugar de la madrina lo ocupó la esposa del Intendente, María D. I. de Otaño. [cita requerida]
Al entrar en servicio el hospital, rápidamente la Sala de hombres fue bautizada con el nombre de Carlos Díaz Vélez, homenajeando a uno de los impulsores del efector de salud comunal.
En el Libro de Oro de Rauch se publicó una semblanza de Carlos Díaz Vélez que dice:

La caridad practicada por él era austera como todas sus costumbres, desposeído de las formas usuales que desnaturalizan la faz cristiana del acto.[ ]Su vida sencilla, se deslizó plácidamente en los hábitos del trabajo, dejando en evidencia que los deseos no iban más allá que disfrutar del afecto de los que lo rodeaban, de los que de él dependían, y aún de los que se le acercaron una sola vez.[
]Pocos como él sintieron el desamparo de los trabajadores del campo. Nadie como él se impuso la necesidad de remediarlo, en sus predios inmensos; aventuraríamos aquí que ningún otro gran feudo como el suyo, en toda la extensión del país, hizo tanto por cambiar un poco la triste situación del trabajador rural, rodándolo de garantías y comodidades, elevando las condiciones generales de su nivel de existencia hasta tal punto, que arrancara alguna vez el comentario irónico  de los que no podían comprenderle.

Sus restos reposan en el Cementerio de la Recoleta, en Buenos Aires, en la cripta familiar.